# Pratt & Whitney
«Пратт энд Уи́тни» (англ. Pratt & Whitney) — американский производитель авиационных двигателей для гражданской и военной авиации (компания входит в «большую тройку» производителей авиадвигателей вместе с британской Rolls-Royce Group и американской General Electric).
Помимо авиадвигателей «Пратт энд Уитни» производит модульные и передвижные газотурбинные установки для промышленных целей, двигатели для локомотивов, ракетные двигатели.
Является одним из 3 подразделений RTX Corporation.

## История
«Пратт энд Уитни Компани» была основана в 1860 году в Хартфорде, штат Коннектикут Фрэнсисом Праттом и Эмосом Уитни, двумя бывшими сотрудниками компании «Кольт». Их предприятие быстро выросло в период Гражданской войны в США, после войны начала также выпускать промышленное оборудование. После окончания Первой мировой войны компании пришлось почти полностью свернуть производство оружия из-за кризиса перепроизводства, а прибыль компания решила вложить в разработку новой модели авиационного двигателя. Первый двигатель «Пратт энд Уитни» — «Восп», был завершён накануне Рождества 1925 года. «Восп» развил мощность 425 л. с. (317 кВт) во время 3 тестового испытания. Он легко прошёл квалификационные испытания военно-морского флота в марте 1926 года и в октябре ВМС США заказали 200 двигателей.
В 1925 году Фредерик Брант Рентшлер приобрёл долю в компании «Пратт энд Уитни», а в 1929 году инициировал её слияние с Boeing Airplane Company, Thomas Hamilton (производитель пропеллеров) и Chance Vought (авиастроительная компания) в корпорацию United Aircraft and Transport. Размещение акций корпорации на бирже принесло 14 млн долларов, которые были использованы на приобретение ещё нескольких производителей самолётов и комплектующих, включая Sikorsky Aircraft, а также несколько авиакомпаний. В 1934 году Boeing была исключена из состава корпорации. В 1930-х годах Pratt & Whitney поставляла двигатели для британской и французской военной авиации, а к концу десятилетия включилась в наращивание военного потенциала ВВС США. Число рабочих компании выросло с 5 тыс. в начале 1930-х годов до 40 тыс. в 1943 году.
Сразу с окончанием Второй мировой войны 85 % военных заказов правительства США были отозваны, компании пришлось сократить число рабочих до 6 тыс. и за свой счёт начать разработку реактивных двигателей со значительным отставанием от General Electric и Westinghouse. В 1953 году была представлена модель J57, превосходящая по мощности конкурентов, которой начали оснащать бомбардировщики B-52; к 1956 году выпускалось по 3 тыс. таких двигателей в год. Поставки двигателей для пассажирских самолётов Boeing 707 и Douglas DC-8 начиная с конца 1950-х годов сделали Pratt & Whitney крупнейшим производителем авиадвигателей США.
На начало 1970-х годов Pratt & Whitney приносила 75 % выручки корпорации United Aircraft and Transport, однако её прибыль неуклонно снижалась, поэтому корпорация расширила сферу деятельности и в 1975 году сменила название на United Technologies. Сокращение военных заказов в начале 1990-х годов и спад в деятельности коммерческих авиалиний привели к значительным убыткам у Pratt & Whitney. В этот период было создано International Aero Engines, совместное предприятие с MTU Aero Engines, Fiat, Rolls-Royce plc, and Japanese Aero Engines, разработанный им двитатель V2500 использовался на самолётах Airbus A320.
2 августа 2005 года «Пратт энд Уитни» приобрела компанию по производству ракетных двигателей Rocketdyne у корпорации Боинг и переименовала компанию в Pratt & Whitney Rocketdyne, Inc. В 2020 году United Technologies объединилась с Raytheon, образовав Raytheon Technologies.

## Деятельность
Выручка Pratt & Whitney за 2021 год составила 18,15 млрд долларов, что соответствовало 28 % выручки Raytheon Technologies. На заказы правительства США пришлось 5,14 млрд, на поставки продукции военного назначения в другие страны через правительство США — 1,27 млрд, на коммерческую продукцию — 11,2 млрд долларов. По регионам на США пришлось 9,03 млрд долларов, на Азиатско-Тихоокеанский регион — 3,89 млрд долларов, на Европу — 3,49 млрд долларов, на Ближний Восток — 441 млн долларов.

## Продукция

### Турбореактивные двигатели для гражданской авиации
- JT3D/TF33
- JT4A
- JT8D
- JT9D
- JT12/J60
- PW1000G
- PW2000/F117
- PW4000
- PW6000
- PW7000
- PW8000
- Engine Alliance GP7200
- International Aero Engines V2500

### Военные турбореактивные двигатели
- J42 (JT6) (Rolls-Royce Nene)
- J48 (JT7) (Rolls-Royce Tay)
- J52 (JT8A)
- J57 (JT3C)
- TF33 (JT3D)
- J58 (JT11D)
- J75 (JT4A)
- TF30 (JT10)
- F100 (JTF22)
- Pratt & Whitney F119 (PW5000)
- Pratt & Whitney F135 (развит от F119)
- PW1120 (развит от F100)

### Поршневые двигатели внутреннего сгорания
- Pratt & Whitney R-1340[англ.] Wasp
- Pratt & Whitney R-1690[англ.] Hornet
- Pratt & Whitney R-985 Wasp Junior
- Pratt & Whitney R-1535[англ.] Twin Wasp Junior
- Pratt & Whitney R-1830[англ.] Twin Wasp
- Pratt & Whitney R-2000[англ.] Twin Wasp
- Pratt & Whitney R-2180[англ.] Twin Wasp E
- Pratt & Whitney R-2800 Double Wasp
- Pratt & Whitney R-4360 Wasp Major

### Турбовинтовой двигатель
- Pratt&Whitney T34
- Pratt&Whitney PT6A-27
- Pratt&Whitney Canada PT6A-114A

Турбовальные двигатели
- Pratt&Whitney PW206
- Pratt&Whitney PW207
- Pratt&Whitney PW210

### Промышленные турбины
- Pratt&Whitney GG3/FT3
- Pratt&Whitney GG4/FT4
- Pratt&Whitney FT8

## Участие в «Формуле 1»
В 1971 году единственный раз в истории Формулы 1 на старт выходил болид с газотурбинным двигателем «Пратт энд Уитни» — «Лотус». Впрочем, ни в одной из 3 гонок успеха добиться не удалось. Единственный финиш был на счету будущего 2-кратного чемпиона Ф1 Эмерсона Фиттипальди — 8-е место в гран-при Италии 1971 года.